# Manganin
Huzalellenállások készítésére, melyek kis hőmérsékleti állandóval rendelkeznek, ugyanakkor időben is stabilok, legjobban megfelel a manganin. A manganin csupasz vagy szigetelt, körkeresztmetszetű vagy szögletes, esetleg lemez formájában használatos. A manganin védett német márkanév.

## Összetétele
Többféle összetételű manganin ismeretes. A legelterjedtebb ezek közül a 86% rezet, 12% mangánt és 2% nikkelt tartalmazó változat.

## Története
Edward Weston 1893-ban kapott szabadalmat az összetételére, gyártására és felhasználására.

## Jellemzői
- Fajlagos ellenállása nagy: ρ=0,43 Ω mm²/m Összehasonlításul a vörösrézé ρ=0,0175 Ω mm²/m
- Hőmérsékleti állandó:  10−5/10 °C körül van, de negatív és pozitív is lehet.
- Mechanikai feszültségmentesítés: Mechanikai hatásokra az anyagban lappangó mechanikai feszültség ébred. Ez különösen a kisebb átmérőjű huzaloknál fenyeget. Az időben stabil állapot elérésére az ellenállást feszültségmentesíteni kell. Ez történhet hőkezeléssel, ami nagyban hozzájárul az ellenállás stabilizálásához. A hőkezelést 120-140 °C-on végzik 6-24 óráig. Igen jó eredménnyel jár az ellenálláspéldányok néhány µm amplitúdójú rázása, pl. 50 Hz váltakozó árammal, tehát 100 Hz mechanikai frekvenciával (óránként 0,36 millió rázás!)
- Egyenáramú használatban nem támad hőelektromos feszültség (Peltier-hatás) a mérőkörükben (amennyiben a körben használt ötvözetek elektrokémiai potenciálja egyezik. Vagy az egyes ötvözetek felhasználási sorrendjüknél fogva kompenzálják egymást).